# Toni Roth
Anton „Toni“ Roth (* 16. Februar 1899 in München; † 12. November 1971 in Greifenberg) war ein deutscher Maler, Restaurator und Dozent für Maltechnik der Akademie der Bildenden Künste München. 

## Leben
Roths Vater war der Münchener Maler Alois Roth, sein Bruder der Medailleur Karl Roth
Ab Oktober 1917 studierte Roth an der Akademie der Bildenden Künste München in der Klasse von Angelo Jank.
In der Zeit des Nationalsozialismus war er Mitglied der Reichskammer der bildenden Künste. Für diese Zeit ist seine Teilnahme an 18 großen Ausstellungen sicher belegt, darunter von 1937 bis 1943 alle Großen Deutschen Kunstausstellungen in München. Von seinen 24 dort ausgestellten Bildern erwarben Hitler acht, Goebbels zwei und Hermann Göring und Martin Bormann je eines.
1937 wurde die Münchener Werkprüfungs- und Forschungsanstalt gegründet, deren Stellvertretender Leiter Roth war. Dieses Institut existiert auch heute noch und heißt nach dem Gründer Doerner Institut. Es ist heute der Bayerischen Staatsgemäldesammlungen angegliedert. 
Roth war befreundet mit Max Doerner und Entdecker von Max Raffler. Er war der Herausgeber von Doerners Malmaterial und seine Verwendung im Bilde (München 1921) bis zur 13. Auflage.
Über dreißig Werke von Roth befinden sich im Besitz der Bayerischen Staatsgemäldesammlungen.

## Werke
- Bildnis einer Japanerin (Acryl)[7]
- Sommerblumenstrauß in einem grünen Keramikkrug, (Öl auf Leinwand, 148 × 100 cm), 1944
- Zinnienstrauß in einer Vase, (Öl auf Holz, 54 × 67 cm)
- Anemonenstrauß, (Öl auf Holz, 77 × 64 cm)
- Stillleben mit Sonnenblumen, (Öl auf Leinwand, 59 × 44 cm)

## Ehrungen
Aus Anlass des 50. Geburtstages von Adolf Hitler wurde er am 20. April 1939 zum Professor ernannt.

## Schüler
In den 1930er Jahren besuchte Karoline Wittmann, geb. Erlacher (* 1913 München; † 1978) die Malklasse von Toni Roth, um das Kopieren alter Meister zu studieren und um deren Maltechnik kennenzulernen. Im Nachlass von Karoline Wittmann befinden sich Kopien Alter Meister wie u. a. von Rubens "Die glückliche Regierung".